# Rüdiger Noack
Rüdiger Noack (né le 30 novembre 1944 à Weißwasser en Allemagne) un joueur professionnel et entraîneur allemand de hockey sur glace.

## Carrière
En tant que joueur
Joueur de 1961 à 1977 au Dynamo Weißwasser, il remporte 12 fois le championnat d'Allemagne de l'Est.
Rüdiger Noack a 241 sélections en équipe d'Allemagne de l'Est. Il participe à des championnats du monde et aux Jeux olympiques de 1968. En 1966, il remporte la médaille de bronze au championnat d'Europe.
En tant qu'entraîneur
Après sa carrière de joueur, il devient entraîneur du Dynamo Weißwasser et remporte trois autres titres. De 1977 à 1982, il est entraîneur adjoint des cadets est-allemands puis de l'équipe nationale.
Pour la saison 1990-1991, la première saison de l'Allemagne réunifiée, il est président du Dynamo Weißwasser. Après une année en tant que manager au SV Bayreuth, il rejoint le Krefeld EV et est le premier directeur sportif des jeunes. De 1995 à 2001, il reprend la direction sportive et le management des Krefeld Pinguine.